# Poncelet (Einheit)
Das Poncelet (Einheitenzeichen: p), benannt nach dem französischen Physiker Jean-Victor Poncelet, war eine Maßeinheit der Leistung in Frankreich. Sie wurde durch die mittlerweile auch veraltete Maßeinheit Pferdestärke (fr.: cheval-vapeur) ersetzt.
1 p = 4⁄3 PS = 980,665 Watt
1 Poncelet definierte die Leistung, die erbracht werden muss, um einen Körper der Masse {\displaystyle m=100\;\mathrm {kg} } entgegen dem Schwerkraftfeld der Erde (bei Normfallbeschleunigung {\displaystyle g=9{,}80665\;\mathrm {\tfrac {m}{s^{2}}} }) mit einer Geschwindigkeit von {\displaystyle v=1\;\mathrm {\tfrac {m}{s}} } zu bewegen. Daraus ergibt sich eine Leistung von
{\displaystyle P=m\cdot g\cdot v=100\ \mathrm {kg} \cdot 9{,}80665\ \mathrm {\frac {m}{s^{2}}} \cdot 1\ \mathrm {\frac {m}{s}} =980{,}665\ \mathrm {\frac {kg\;m^{2}}{s^{3}}} =980{,}665\ \mathrm {W} }
Weil sich die Definition von 1 PS nur durch die angehobene Masse unterscheidet (75 kg statt 100 kg) entspricht 1 PS exakt 3⁄4 Poncelet.